# Canon de 240 mm modèle 1902
Le canon de 240 mm modèle 1902 est un canon naval construit au début du XXe siècle afin d'équiper les cuirassés de la classe Danton. Plusieurs d'entre eux servent d'artillerie côtière durant la Seconde Guerre mondiale, que ce soit à Dakar ou pour les Allemands en France.

## Conception
Le canon de 240 mm modèle 1902 est conçu pour servir d'artillerie intermédiaire sur les cuirassés de la classe Danton. Le canon pèse 29,550 tonnes avec le mécanisme, et mesure 12,220 mètres de long. Tirant des obus de 221 kilos perforants, leur cadence est d'environ deux coups par minute.
Le « modèle 1902 » ne diffère probablement du « modèle 1906 » que par le type de tourelle. De conception relativement complexe, ce canon ne sera pas remis sur d'autres navires par la suite.

## Utilisation
Six tourelles doubles de canons de 240 mm modèle 1902 sont montées sur chaque cuirassé de la classe Danton. Ces navires opèrent dès 1911, et le dernier à être désarmé en 1939, le Condorcet, sert de caserne flottante à Toulon avant d'y être sabordé en 1942,.
Sept de ces canons sont montés en batteries côtières à la base navale de Dakar au Sénégal, répartis sur les îles de la Madeleine, Mamelles et Bel Air. Ils sont opérationnels en 1940.